# Federazione di rugby a 15 della Repubblica Dominicana
La Federazione di rugby a 15 della Repubblica Dominicana (in spagnolo Federación Dominicana de Rugby è l'organo che governa il rugby a 15 nella Repubblica Dominicana.
Affiliata alla Rugby Americas North, è anche associata a Rugby Sudamérica.